# Johann Schelle
Johann Schelle (6. září 1648 Geising – 10. března 1701 Lipsko byl německý hudební skladatel období baroka.

## Život
Johann Schelle, syn kantora Jonase Schella, se už v sedmi letech stal sopranistou v Sächsische Staatskapelle Dresden pod vedením Heinricha Schütze. Na jeho doporučení byl v roce 1657 přijat do vévodovy kapely ve Wolfenbüttelu, kde Schütz rovněž působil jako kapelník.

V letech 1665–1667 zpíval Schelle v Thomanerchoru, proslulém chlapeckém sboru při Škole u sv. Tomáše. 

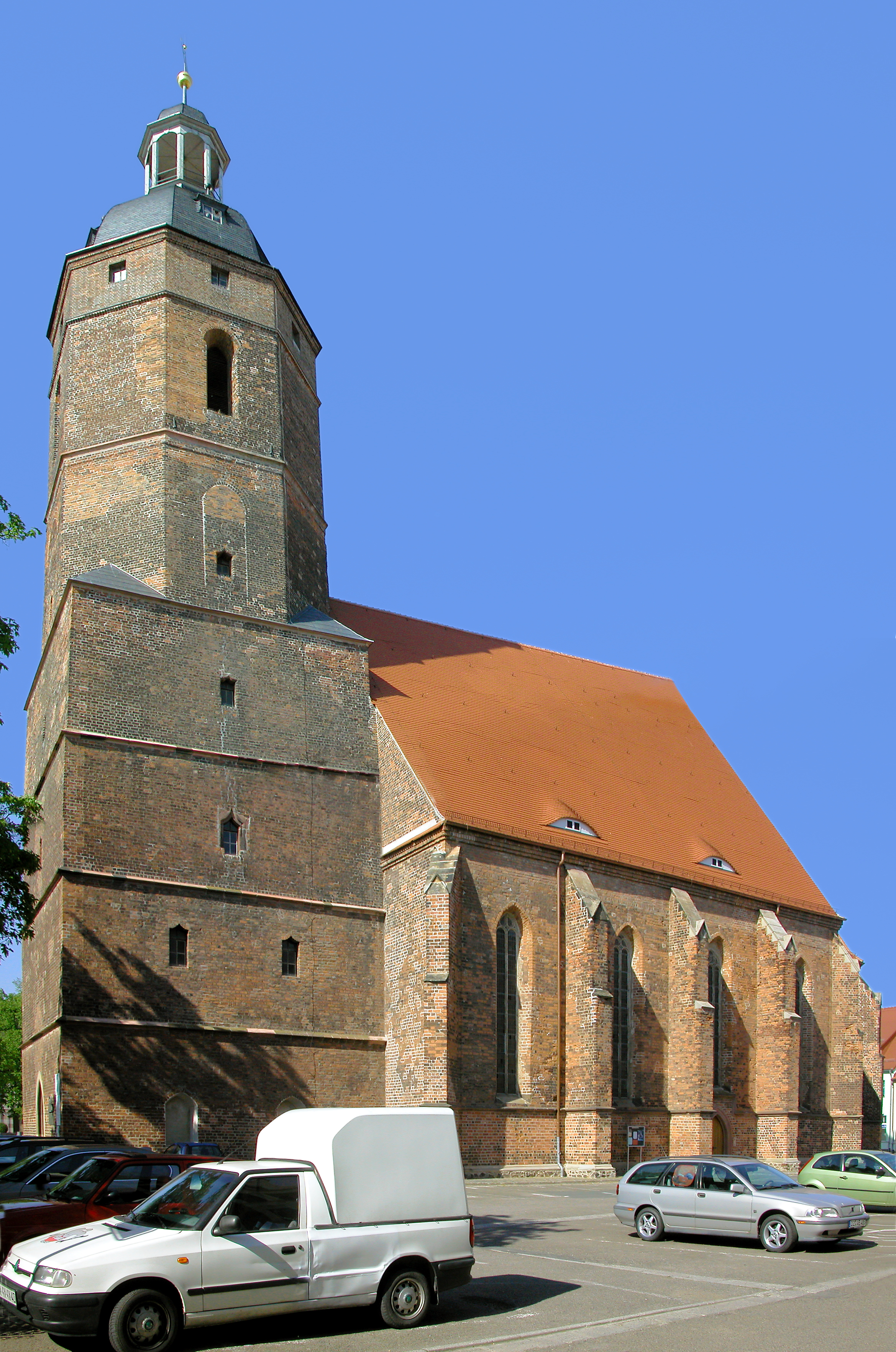
Kostel sv. Mikuláše v Eilenburgu, první Schelleho působiště

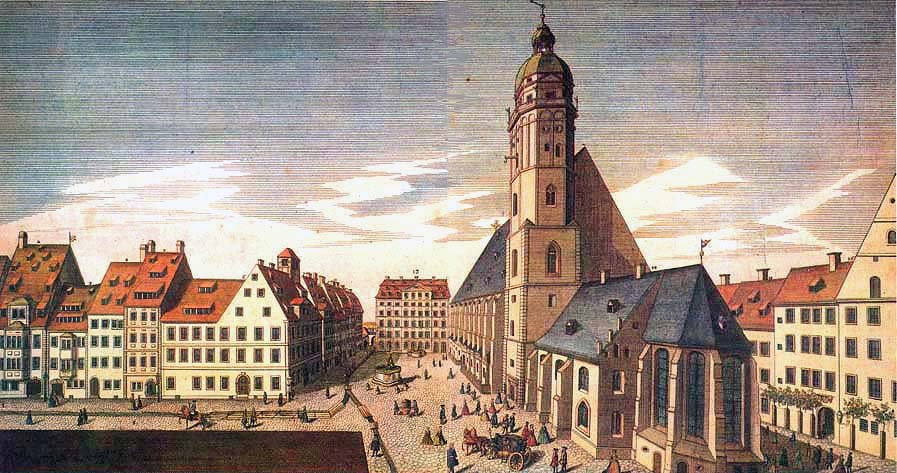
Kostel sv. Tomáše v Lipsku a Tomášská škola v roce 1735

 Dne 31. ledna 1667 byl imatrikulovaný na Lipské univerzitě. Aby si vydělal na živobytí, vyučoval kromě studia hudbě. Na doporučení pedagoga a komponisty Sebastiana Knüpfera (1633–1676) se Schelle stal v roce 1670 kantorem při kostele sv. Mikuláše v Eilenburgu. Tam se v roce 1671 oženil s místní dívkou Elisabeth Wüstling. Narodilo se jim šest synů a dvě dcery.
Od 31. ledna 1677 až do své smrti působil Schelle jako kantor ve škole při sv. Tomáši, kde kdysi zpíval. Stal se Knüpferovým nástupcem a předchůdcem Johanna Kuhnaua, rovněž rodáka z Geisingu. Zároveň byl jmenovaný do funkce Director chori musici pro Lipsko. Zde zavedl kombinaci zhudebněných evangelijních textů s duchovními písněmi a sborovou kantátou a komponoval především vokálně-instrumentální chrámovou hudbu. V letech 1682–1683 alternoval ve funkci varhaníka v kostele svatého Tomáše s Johannesem Keimlem.
Scheele působil i jako pedagog. Mezi jeho žáky patřili Johann Theodor Roemhildt (1884–1756), Friedrich Wilhelm Zachow, Reinhard Keiser, Christoph Graupner a Johann David Heinichen.
Schellemu a dalšímu geisingskému skladateli Johannu Kuhnauovi je věnována část expozice na saském zámku Lauenstein.

## Dílo
Většinu Schellovy tvorby (168 položek) představují duchovní skladby s německým textem, z nichž jen malá část byla uveřejněna za jeho života. Dochovalo se tak jen 49 děl. Některé z jeho církevních písní uveřejnil Joachim Feller (1638–1691) ve zpěvníku s názvem Zbožný student. Dvacet pět v rukopisu dochovaných kantát se nachází ve Státní knihovně v Berlíně. Tato díla ukazují Schelleho význam pro vývoj tohoto hudebního žánru. Byl jedním z prvních skladatelů, kteří kombinovali biblické texty s volnou poezií. Jeho dochované chorální kantáty patří rovněž k nejstarším svého druhu. Pro Schelleho je charakteristické, že svou hudbu, která má daleko k vznešenosti starých protestantských zpěvů, skládal v jím oblíbeném tříčtvrtečním taktu a nezřídka v rytmu sarabandy nebo menuetu. Jako jeden z prvních zavedl do evangelijních oratorií němčinu. Texty k mnoha jeho skladbám napsal jeho kolega ze školy Paul Thymich (1658–1694).